# Amerikansk näbbfisk
Amerikansk näbbfisk (Forcipiger flavissimus) är en fiskart som beskrevs av Jordan och McGregor 1898. Amerikansk näbbfisk ingår i släktet Forcipiger och familjen Chaetodontidae. Inga underarter finns listade i Catalogue of Life.
Arten förekommer i Indiska oceanen, kring Sydostasien och i Stilla havet i tropiska och subtropiska regioner. Den vistas nära kusten och dyker till ett djup av 145 meter. Individerna lever vid korallrev och nadra klippiga platser. Amerikansk näbbfisk syns vanligen i par. Dessutom förekommer ensamma exemplar och små grupper. Födan utgörs av kräftdjur, fiskägg och andra små havslevande djur. Amerikansk näbbfisk kan vara bofast vid en korall men det är inget krav.
Enstaka exemplar fångas och säljs som akvariefisk. IUCN kategoriserar arten globalt som livskraftig.

## Bildgalleri

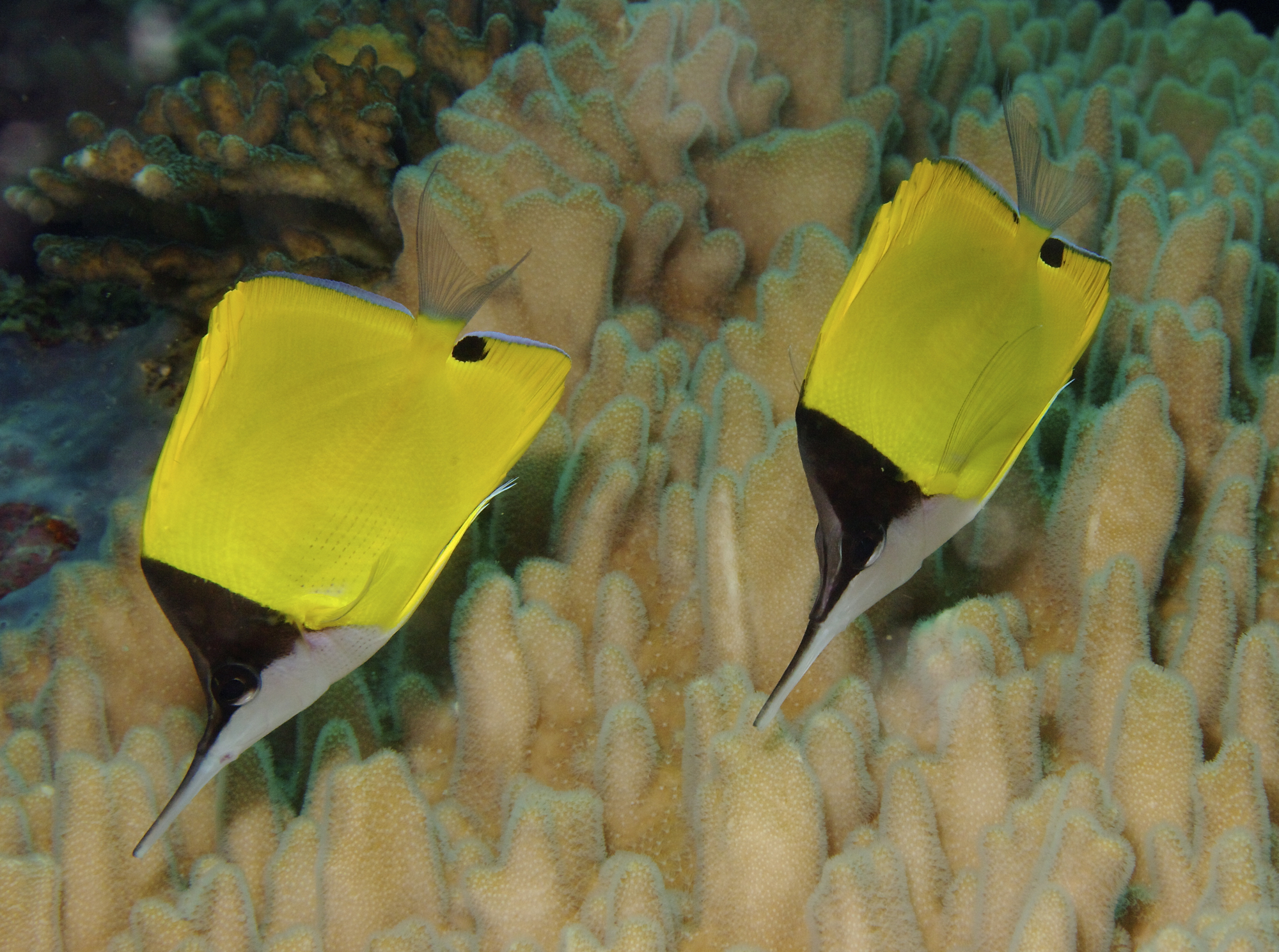